# Casa Reginald M. and Constance Clotfelter Row
La Casa Reginald M. and Constance Clotfelter Row (en inglés: Reginald M. and Constance Clotfelter Row House) es una casa histórica ubicada en Rancho Santa Fe, California. La Casa Reginald M. and Constance Clotfelter Row se encuentra inscrita  en el Registro Nacional de Lugares Históricos desde el 05 de agosto de 1991. Lilian Jeanette Rice fue la arquitecta que diseñó la Casa Reginald M. and Constance Clotfelter Row.

## Ubicación
La Casa Reginald M. and Constance Clotfelter Row se encuentra dentro del condado de San Diego en las coordenadas 33°01′14″N 117°12′08″O / 33.020556, -117.202222.